# Kaempferia
Die Gewürzlilie (Kaempferia) ist eine Pflanzengattung innerhalb der Familie der Ingwergewächse (Zingiberaceae). Die etwa 39 Arten gedeihen im subtropischen bis tropischen Asien. Die bekannteste Art ist die besonders in Südostasien häufig als Gewürz verwendete Gewürzlilie (Kaempferia galanga).

## Beschreibung

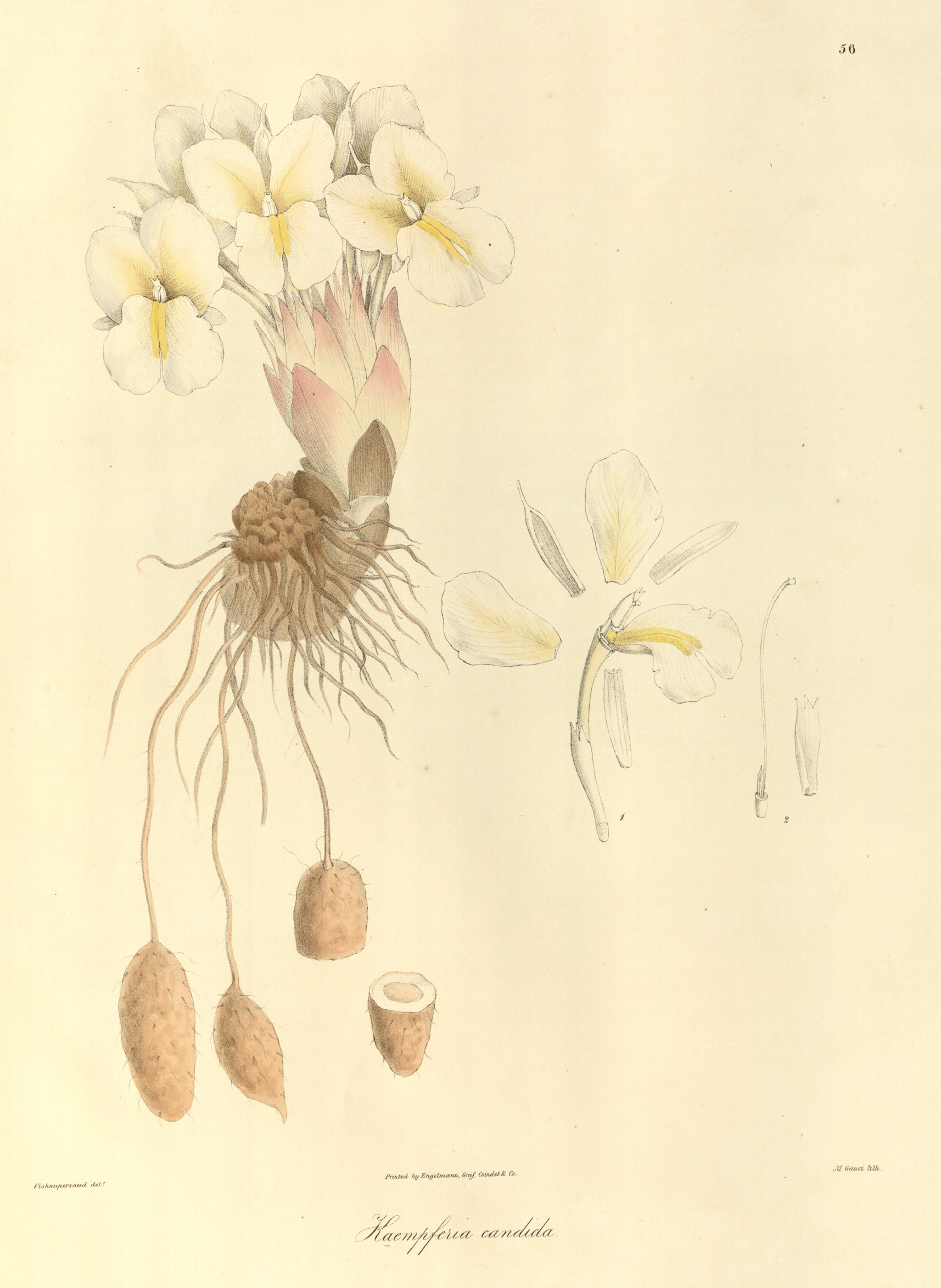
Illustration von Kaempferia candida

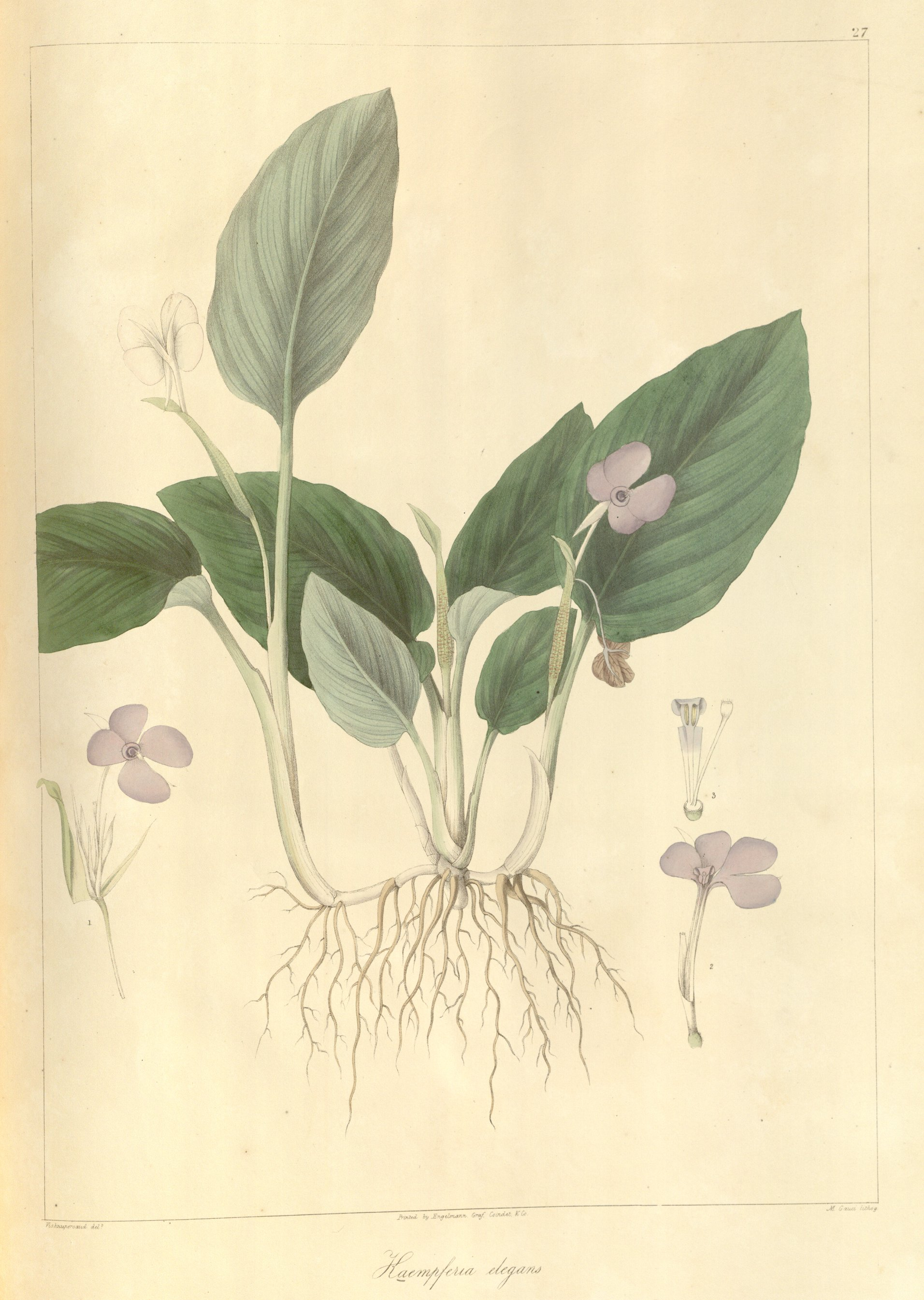
Illustration von Kaempferia elegans

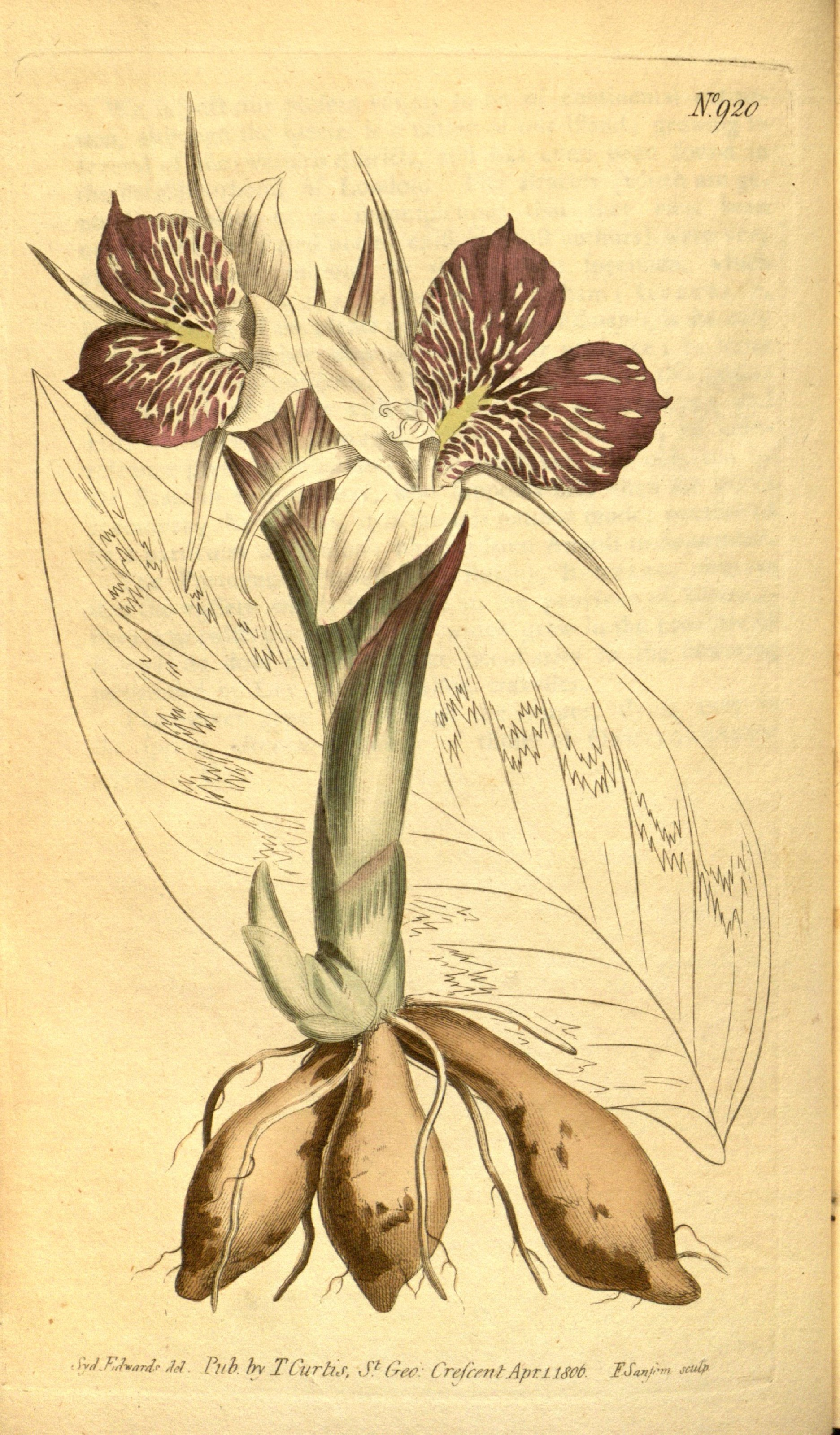
Illustration aus Curtis’s botanical magazine, 1806, Tafel 920 von Kaempferia rotunda

### Vegetative Merkmale
Bei Kaempferia-Arten handelt es sich um ausdauernde krautige Pflanzen. Die fleischigen Rhizome sind knollenförmig. An den Wurzeln bilden sich Pflanzenknollen. Der Scheinstamm (Pseudostamm), der aus den Blattscheiden gebildet wird, ist kurz oder kaum erkennbar.
Jeder Scheinstamm besitzt ein bis wenige Laubblätter. Es sind höchstens kurze Blatthäutchen (Ligula) vorhanden. Die wechselständig und zweizeilig angeordneten Laubblätter sind in eine Blattscheide, in einen kurzen Blattstiel und eine Blattspreite gegliedert. Die einfache Blattspreite ist je nach Art fast kreisförmig bis fadenförmig. Bei manchen Arten ist die Blattspreite panaschiert oder auf der Unterseite purpurfarben.

### Generative Merkmale
Die Blütenstände befinden sich endständig auf dem Scheinstamm oder bilden sich direkt am Rhizom bei Arten, deren vegetativen Pflanzenteile erst nach der Blütezeit wieder gebildet werden. In den köpfchenförmigen Blütenständen sind einige bis viele Blüten spiralig angeordnet. Über jedem Tragblatt befindet sich immer nur eine Blüte. Die relativ kleinen Deckblätter sind am oberen Ende zweilappig oder manchmal bis zu ihrer Basis zweiteilig.
Die zwittrigen Blüten sind zygomorph und dreizählig mit doppelter Blütenhülle. Die Blütenhüllblätter sind weiß bis purpurfarben. Die drei Kelchblätter sind röhrig verwachsen; die Kelchröhre ist auf einer Seite gespalten und endet in zwei oder drei ungleichen Kelchzähnen. Die Kelchröhre ist viel kürzer bis gleich lang wie die Kronröhre. Die drei Kronblätter sind röhrig verwachsen. Die drei fast gleichen Kronlappen sind lanzettlich und ausgebreitet oder zurückgekrümmt. Die seitlichen Staminodien des äußeren Staubblattkreises sind kronblattartig. Zwei Staminodien des inneren Kreises bilden die auffällige, meist weiße oder purpurfarbene Lippe (Labellum), die manchmal an ihrer Basis anders gefärbt ist. Die Lippe ist zweilappig bis zweispaltig. Nur im inneren Staubblattkreis ist ein Staubblatt fertil. Es sind höchstens kurze Staubfäden erkennbar. Drei Fruchtblätter sind zu einem unterständigen, dreikammerigen Fruchtknoten verwachsen.
Die Kapselfrucht ist kugelig oder ellipsoid. Das Perikarp ist dünn. Die Samen sind fast kugelig oder ellipsoid. Es ist ein zerschlitzter (lazerater) Arillus vorhanden.

## Systematik und Verbreitung

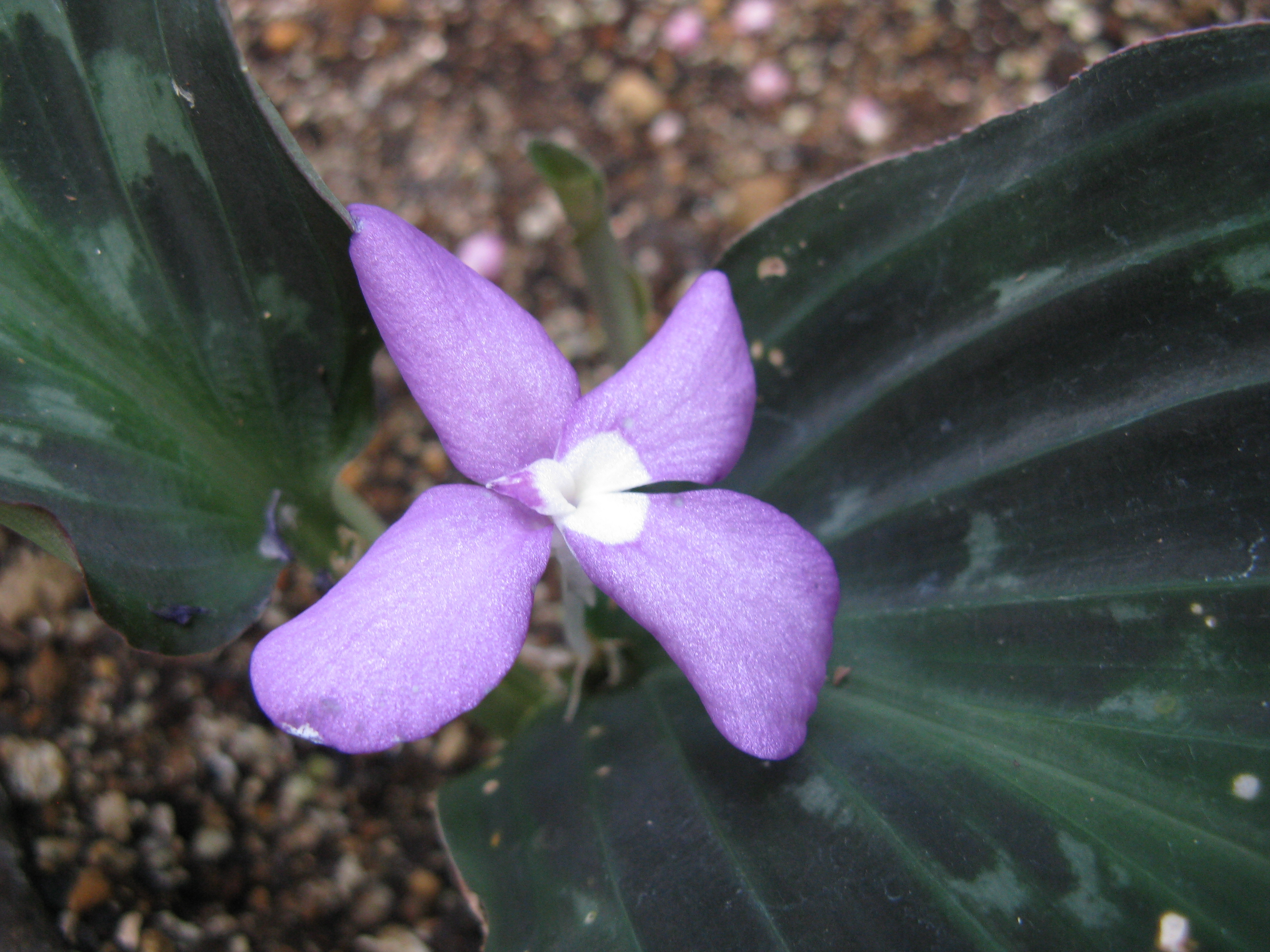
Kaempferia pulchra

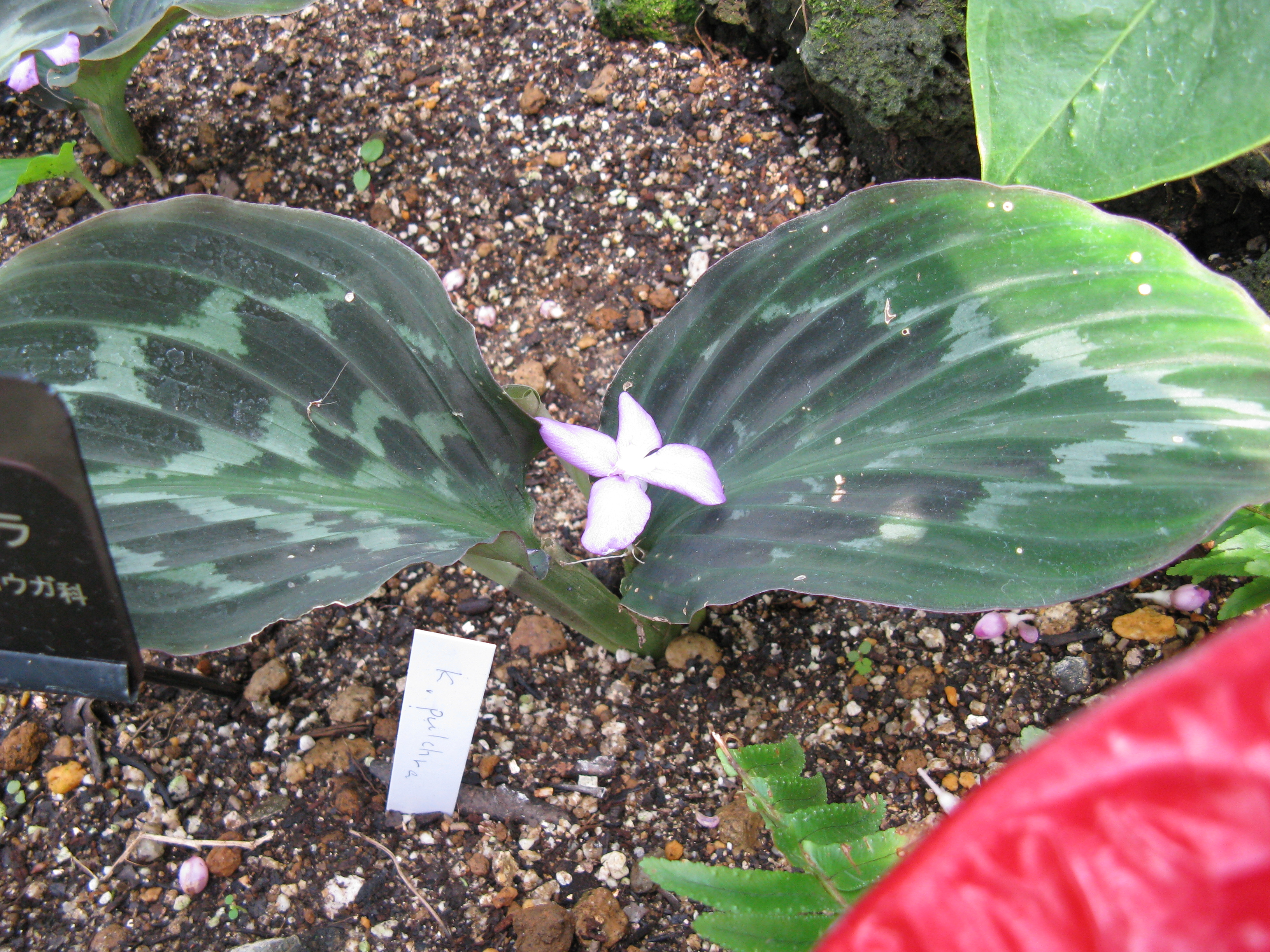
Kaempferia pulchra

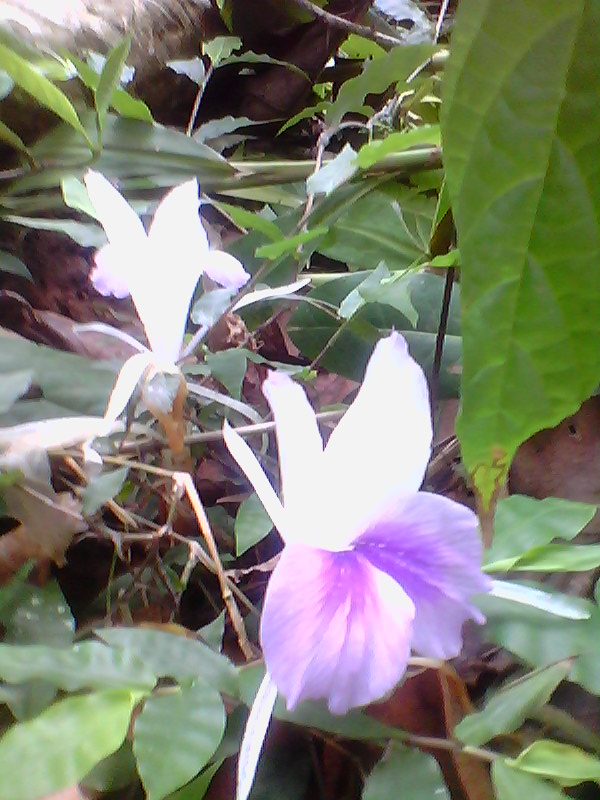
Kaempferia rotunda

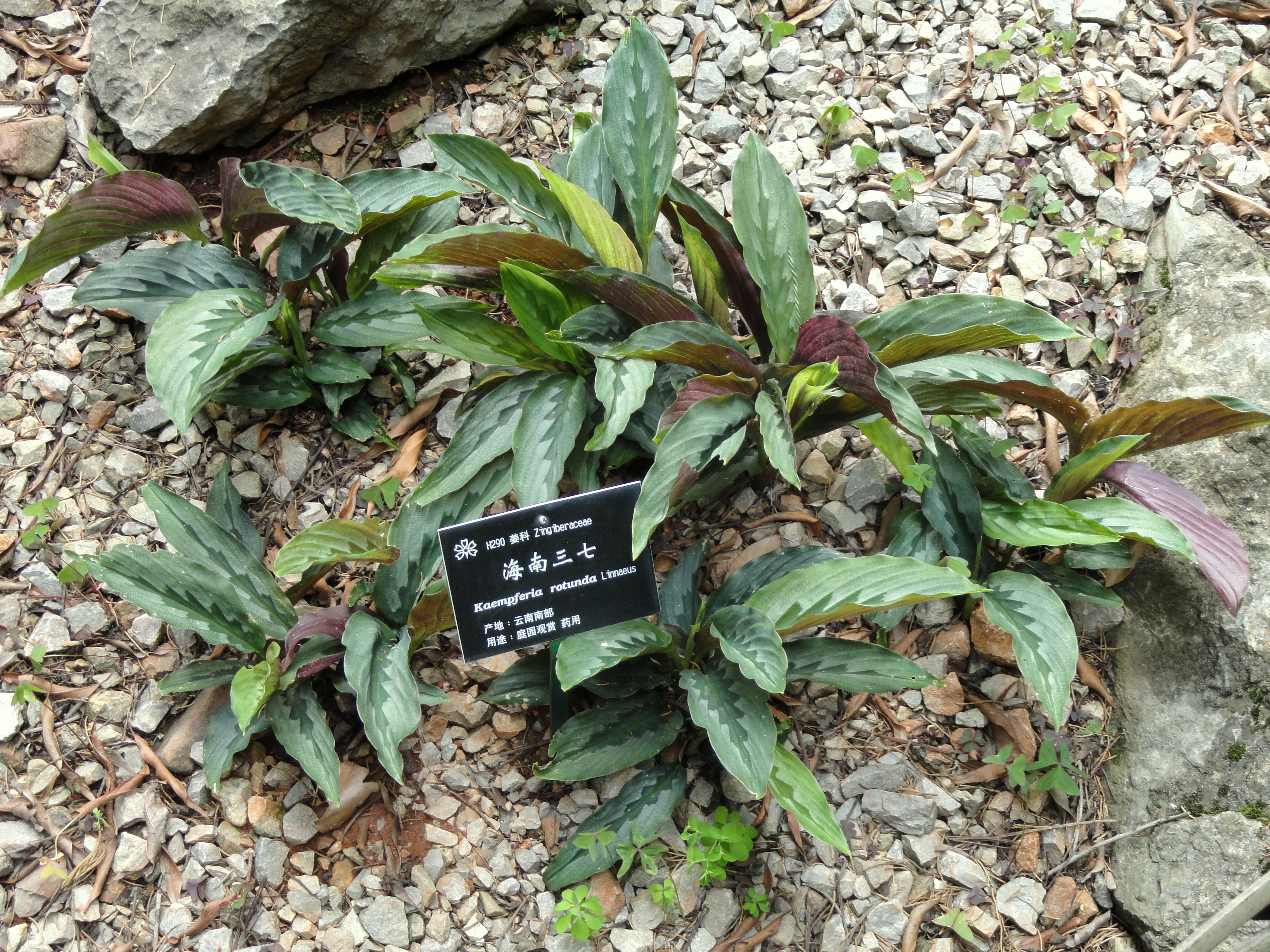
Habitus und Laubblätter von Kaempferia rotunda

Die Gattung Kaempferia wurde 1753 durch Carl von Linné aufgestellt. Der wissenschaftliche Gattungsname Kaempferia ehrt den deutschen Arzt und Forschungsreisenden Engelbert Kaempfer.  Synonyme für Kaempferia L. sind: Monolophus Delafosse, Guill. & J.Kuhn, Tritophus T.Lestib., Zerumbet Garsault.
Die Gattung Kaempferia gehört zur Tribus: Zingibereae in der Unterfamilie Zingiberoideae innerhalb der Familie Zingiberaceae.
Die etwa 39 Arten gedeihen im subtropischen bis tropischen Asien.
Es gibt etwa 39 Kaempferia-Arten:
- Kaempferia alboviolacea Ridl.: Sie kommt nur in Vietnam vor.[2]
- Kaempferia angustifolia Roscoe (Syn.: Kaempferia angustifolia Roxb. nom. illeg., Kaempferia roxburghiana Schult., Kaempferia undulata Link): Sie kommt im östlichen Indien, Thailand und in Sumatra vor.[6][2]
- Kaempferia attapeuensis Picheans. & Koonterm: Sie wurde 2009 aus Laos erstbeschrieben.[2]
- Kaempferia champasakensis Picheans. & Koonterm: Sie wurde 2008 aus Laos erstbeschrieben.[2]
- Kaempferia chayanii Koonterm: Sie wurde 2008 aus Laos erstbeschrieben.[2]
- Kaempferia cuneata Gagnep.: Sie kommt nur in Vietnam vor.[2]
- Kaempferia elegans (Wall.) Baker (Syn.: Kaempferia crawfurdia Wall. ex Horan., Kaempferia atrovirens N.E.Br., Kaempferia philippiana (A.Dietr.) K.Schum.): Sie ist in Sichuan, Indien, Malaysia, Myanmar, Thailand, Kalimantan und vielleicht auf den Philippinen verbreitet.[2][6]
- Kaempferia evansii Blatt.: Sie kommt nur im südlichen Indien vor.[2]
- Kaempferia fallax Gagnep.: Sie kommt in Laos und Thailand vor.[2]
- Kaempferia filifolia K.Larsen: Sie kommt in Thailand vor.[2]
- Kaempferia fissa Gagnep.: Sie kommt in Laos vor.[2]
- Gewürzlilie (Kaempferia galanga L., Syn.: Kaempferia procumbens Noronha nom. nud., Kaempferia humilis Salisb., Kaempferia plantaginifolia Salisb., Kaempferia latifolia Donn ex Hornem., Kaempferia marginata Carey ex Roscoe, Kaempferia rotunda Blanco nom. illeg., Kaempferia galanga var. latifolia (Donn ex Hornem.) Donn): Sie ist in Indien, Sri Lanka, Laos, Thailand, Java und auf den Philippinen verbreitet.[2][6]
- Kaempferia gigantiphylla Picheans. & Koonterm: Sie wurde 2009 aus Laos erstbeschrieben.[2]
- Kaempferia gilbertii W.Bull: Sie kommt in Myanmar vor.[2]
- Kaempferia glauca Ridl.: Sie kommt in Thailand vor.[2]
- Kaempferia grandifolia Saensouk & Jenjitt. Sie wurde 2001 aus Thailand erstbeschrieben.[2]
- Kaempferia harmandiana Gagnep.: Sie kommt in Laos und Kambodscha vor.[2]
- Kaempferia koontermii Prasarn, Wongsuwan & Picheans.: Sie wurde 2015 aus Thailand erstbeschrieben.[2]
- Kaempferia koratensis Picheans.: Sie wurde 2011 aus Thailand erstbeschrieben.[2]
- Kaempferia laotica Gagnep.: Sie kommt in Laos und Thailand vor.[2]
- Kaempferia larsenii Sirirugsa: Sie kommt in Thailand vor.[2]
- Kaempferia lopburiensis Picheans.: Sie wurde 2010 aus Thailand erstbeschrieben.[2]
- Kaempferia ovalifolia Roxb.: Sie kommt in Myanmar vor.[2]
- Kaempferia parviflora Wall. ex Baker: Sie kommt im südöstlichen Bangladesch, in Myanmar, Thailand und Kambodscha vor.[2]
- Kaempferia philippinensis Merr.: Dieser Endemit kommt nur auf der philippinischen Insel Luzon vor.[2]
- Kaempferia picheansoonthonii Wongsuwan & Phokham: Sie wurde 2013 aus Thailand erstbeschrieben.[2]
- Kaempferia pulchra Ridl.: Sie komme vom südlichen Thailand bis zum nördlichen Bereich der Malaiischen Halbinsel vor.[2]
- Kaempferia purpurea J.Koenig: Dieser Endemit kommt nur im thailändischen Phuket vor.[2]
- Kaempferia roscoeana Wall.: Sie kommt von Myanmar bis Thailand vor.[2]
- Kaempferia rotunda L. (Syn.: Kaempferia bhucampac Jones nom. superfl., Kaempferia longa Jacq., Kaempferia versicolor Salisb., Zerumbet zeylanica Garsault): Sie ist in Sri Lanka, Indien, Bangladesch, Nepal, Myanmar, Thailand, Laos, China, Taiwan, Indonesien sowie Malaysia verbreitet.
- Kaempferia saraburiensis Picheans.: Sie wurde 2011 aus Thailand erstbeschrieben.[2]
- Kaempferia sawanensis Picheans. & Koonterm: Sie wurde 2009 aus Laos erstbeschrieben.[2]
- Kaempferia siamensis Sirirugsa: Sie kommt in Thailand vor.[2]
- Kaempferia simaoensis Y.Y.Qian: Dieser Endemit gedeiht in Wäldern in Höhenlagen von etwa 900 Metern nur im Simao Xian im südlichen Yunnan vor.[2][1]
- Kaempferia sisaketensis Picheans. & Koonterm: Sie wurde 2009 aus Thailand erstbeschrieben.[2]
- Kaempferia spoliata Sirirugsa: Sie kommt in Thailand vor.[2]
- Kaempferia udonensis Picheans. & Phokham: Sie wurde 2013 aus Thailand erstbeschrieben.[2]
- Kaempferia undulata Teijsm. & Binn.: Sie kommt nur auf Java vor.[2]
- Kaempferia xiengkhouangensis Picheans. & Phokham: Sie wurde 2015 aus Laos erstbeschrieben.[2]

Die afrikanischen Arten, die früher in die Gattung Kaempferia eingeordnet waren gehören seit 1982 zur Gattung Siphonochilus J.M.Wood & Franks (Syn.: Cienkowskia Schweinf. nom. illeg., Cienkowskiella Y.K.Kam; sie enthält elf Arten), und damit in eine andere Unterfamilie.

## Nutzung
Die Gewürzlilie (Kaempferia galanga) wird in Südostasien kultiviert und das Rhizom in der Küche als Gewürz verwendet. Das Rhizom anderer Arten wird als Heilmittel benutzt. Wenige Arten werden als Zimmerpflanzen kultiviert.

### Einzelreferenzen
1. 1 2 3 4 5 6 7 8 9   Delin Wu, Kai Larsen: Zingiberaceae: Kaempferia, S. 368–369 – textgleich online wie gedrucktes Werk, In: Wu Zheng-yi, Peter H. Raven (Hrsg.): Flora of China. Volume 24: Flagellariaceae through Marantaceae, Science Press und Missouri Botanical Garden Press, Beijing und St. Louis, 2000, ISBN 0-915279-83-5.
2. 1 2 3 4 5 6 7 8 9 10 11 12 13 14 15 16 17 18 19 20 21 22 23 24 25 26 27 28 29 30 31 32 33 34 35 36 37 38 39 40 41 42 43  Kaempferia. In: POWO = Plants of the World Online von Board of Trustees of the Royal Botanic Gardens, Kew: Kew Science, abgerufen am 20. Oktober 2016.
3. ↑   Kaempferia bei Tropicos.org. Missouri Botanical Garden, St. Louis, abgerufen am 20. Oktober 2016.
4. ↑   Helmut Genaust: Etymologisches Wörterbuch der botanischen Pflanzennamen. 3., vollständig überarbeitete und erweiterte Auflage. Nikol, Hamburg 2005, ISBN 3-937872-16-7, S. 317 (Nachdruck von 1996).
5. ↑  Lotte Burkhardt: Verzeichnis eponymischer Pflanzennamen – Erweiterte Edition. Teil I und II. Botanic Garden and Botanical Museum Berlin, Freie Universität Berlin, Berlin 2018, ISBN 978-3-946292-26-5, doi:10.3372/epolist2018.
6. 1 2 3 4   Kaempferia im Germplasm Resources Information Network (GRIN), USDA, ARS, National Genetic Resources Program. National Germplasm Resources Laboratory, Beltsville, Maryland. Abgerufen am 20. Oktober 2016.
7. ↑   B. L. Burtt: Cienkowskiella and Siphonochilus (Zingiberaceae). In: Notes from the Royal Botanic Garden, Edinburgh, Volume 40, 1982, S. 369–373.
8. ↑  Nupur Srivastava, Ranjana, Shilpi Singh, Amit Chand Gupta, Karuna Shanker, Dnyaneshwar U.Bawankule, Suaib Luqman: Aromatic ginger (Kaempferia galanga L.) extracts with ameliorative and protective potential as a functional food, beyond its flavor and nutritional benefits In: Toxicology Reports, Band 6, 2019, S. 521–528 (PDF).
9. ↑  Catheleeya Mekjaruskul, Michael Jay, Bungorn Sripanidkulchai: Pharmacokinetics, bioavailability, tissue distribution, excretion, and metabolite identification of methoxyflavones in Kaempferia parviflora extract in rats. In: Drug Metabolism and Disposition, Band 40, Nr. 12, 2012, S. 2342–2353 (PDF).
10. ↑  Tom Wood: Ornamental Zingiberaceae. In: Ornamental Horticulture, Band 1, Nr. 1, 1995, S. 12–13.